# Joan Brown

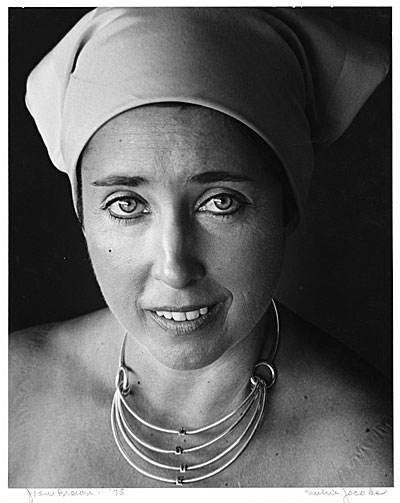
Joan Brown

Joan Brown (* 13. Februar 1938 in San Francisco, Kalifornien, Vereinigte Staaten; † 26. Oktober 1990 in Puttaparthi, Indien) war eine amerikanische Malerin und Hochschullehrerin. Sie war Professorin an der University of California, Berkeley und ist bekannt als einzige Künstlerin der zweiten Generation des Bay Area Figurative Movement.

## Leben und Werk
Brown studierte ab 1955 an der California School of Fine Art (heute San Francisco Art Institute) bei dem figurativen Maler Elmer Bischoff. 1956 heiratete sie ihren ersten Ehemann, ihren Kommilitonen Bill Brown, der sie ermutigt hatte, ihr Studium abzuschließen und bei Bischoff zu arbeiten. Sie erwarb dort 1959 einen Bachelor of Arts und 1960 einen Abschluss als Master of Arts. Mit zweiundzwanzig Jahren war sie 1960 die jüngste Künstlerin, deren Arbeit im Rahmen von Young America 1960 im Whitney Museum of American Art ausgestellt wurde.

## Die Kunst der figurativen Malerei
Browns frühe Gemälde mit ihren stark pastosen, gestischen Bildern von Figuren und gewöhnlichen Gegenständen erregten landesweite Aufmerksamkeit, als sie Ende der 1950er Jahre erstmals ausgestellt wurden. Das Museum of Modern Art in New York erwarb 1960 ihr erstes Gemälde Thanksgiving Turkey (1959) und Flora (1961) erschien 1963, kurz nach ihrem fünfundzwanzigsten Geburtstag, auf dem Cover des Magazins Artforum. Trotz dieses frühen Erfolgs entwickelte sie in den späten 1960er Jahren einen völlig anderen Stil, der sich durch kräftige Farben und grafische Direktheit auszeichnete und den sie für den Rest ihrer Karriere weiterentwickelte.
Nachdem ihre Ehe mit Brown 1961 gescheitert war, heiratete sie im Alter von 23 Jahren den Bildhauer Manuel Neri, den sie seit ihrer Studienzeit kannte. 1962 bekam sie mit ihm einen Sohn, der ein beliebtes Motiv für ihre Malerei war. 1964 lehnte sie sich gegen stilistische Zwänge auf und zog sich zum Experimentieren in ihr Atelier zurück. Sie entfernte sich vom dicken Farbauftrag und begann, sich mit autobiografischen und spirituellen Themen auseinanderzusetzen. 1965 endete ihre Ehe mit Neri. Ihr Malstil veränderte sich von stark pastosen Halbabstraktionen zu einem figurativen Stil, obwohl die Motive weiterhin hauptsächlich ihre Familie, Freunde, Haustiere und sie selbst darstellten. 1968 heiratete sie Künstler Gordon Cook, von dem sie sich 1976 wieder scheiden ließ.

## Unterrichtstätigkeiten
Von 1961 bis 1969 erteilte Brown Einführungskurse in Malerei und Zeichnen an dem San Francisco Art Institute. 1964 leitete sie den Sommerkurs an der University of Colorado in Boulder. Sie unterrichtete außerdem von 1966 bis 1967 und von 1971 bis 1973 am Academy of Art College in San Francisco, an der University of Victoria, 1969 in British Columbia, 1970 bis 1971 am Sacramento State College und 1973 am Mills College in Oakland. 1974 hatte Brown ihre erste Retrospektivausstellung im University Art Museum der University of California, Berkeley. Im selben Jahr wurde sie zur Assistenzprofessorin am Department of Art Practice der UC Berkeley ernannt. 1976 erhielt sie ein NEA Visual Arts Fellowship und 1977 ein John Simon Guggenheim Memorial Fellowship. 1981 wurde sie Professorin an der University of California in Berkeley, wo sie bis 1990 tätig war. Ihre Berufung an die Fakultät der University of California in Berkeley ermöglichte ihr eine größere Unabhängigkeit vom Kunstmarkt. Ihre Gemälde ab 1970 zeichneten sich durch dünne, flächige Farbaufträge in verschiedenen expressionistischen Stilen aus. Einige Jahre später änderte sich ihre Arbeit in Richtung Skulptur, sie integrierte Mosaikfliesen und griff nicht-westliche Themen auf.

## Spiritualität und New Age
Brown unternahm ausgedehnte Reisen nach Ägypten, Indien und China, und der Einfluss dieser Kulturen führte zu einer endgültigen Veränderung ihres Stils, da sie Charaktere, Ikonen und Ästhetiken ihrer Reisen in ihre Werke integrierte.
1980 heiratete sie in einer hinduistischen Hochzeitszeremonie im San Francisco Museum of Modern Art (SFMOMA) den Polizisten und Anwalt Michael S. Hebel, der ihre Faszination für Spiritualismus teilte. Während ihrer Flitterwochen in Indien hatte Brown eine Begegnung mit dem indischen Guru Sathya Sai Baba. Von diesem ersten Kontakt an unternahm sie zahlreiche Reisen nach Indien, um Sai Babas Ashram in Puttaparthi zu besuchen. Ihre Werke wurden jetzt in ihrer Symbolik universeller.
Als Brown 1990 einen Obelisken aufstellte, den sie für das Eternal Heritage Museum in Puttaparthi geschaffen hatte, wurden sie und zwei Assistenten getötet, als eine Betondecke auf sie fiel.

## Leistungsschwimmerin
Brown war auch eine Leistungsschwimmerin. 1973 begann sie mit dem Langstreckenschwimmen, engagierte einen Trainer und nahm an Wettkämpfen teil, die vom Dolphin Club of San Francisco gesponsert wurden. 1975 nahm sie am ersten Alcatraz-Schwimmen nur für Frauen teil, einer eineinhalb Meilen langen Schwimmstrecke von der Insel Alcatraz zum Aquatic Park in San Francisco. Brown verlor die Orientierung und schwamm über eine Stunde lang im Kreis, bevor sie gerettet wurde. 1976 nahm sie erfolgreich an dem Schwimmen teil und 1978 am Silvester-Alcatraz-Schwimmen. Das Joan Brown Jump and Swim von SFMOMA erinnert an Brown als Künstlerin aus der Bay Area, die zahlreiche Gemälde schuf, die von ihrer Begeisterung für den Sport inspiriert waren, von The Weight Room at the Dolphin Club (1975) bis After the Alcatraz Swim #1(1975).
Browns Arbeiten befinden sich in öffentlichen Sammlungen und Museen, darunter das Museum of Modern Art in New York, das Whitney Museum of American Art, das Hirshhorn Museum and Sculpture Garden in Washington, D.C., das Buffalo AKG Art Museum, das Philadelphia Museum, das Los Angeles County Museum, das Museum of Fine Arts, Boston und das Fine Arts Museums of San Francisco.

## Einzelausstellungen (Auswahl)
- 1958: Cellar Foyer Gallery, San Francisco
- 1961: Staempfli Gallery, New York
- 1961: David Stuart Gallery, Los Angeles
- 1968: Hansen Fuller Gallery, San Francisco
- 1970: Charles Campbell Gallery, San Francisco
- 1971: San Francisco Museum of Art
- 1974: Berkeley Art Museum
- 1998: Berkeley Art Museum
- 2023: Retrospektive im SFMOMA[7]
- 2023: Carnegie Museum of Art in Pittsburgh[8]
- 2024: Orange County Museum of Art[9]

## Gruppenausstellungen (Auswahl)
- 1961: „Young America 1960 (Thirty American Painters Under Thirty-Six)“, Whitney Museum of American Art, New York
- 1964: Carnegie International in Pittsburgh
- 1972: Whitney Biennale in New York
- 1977: Whitney Biennale in New York
- 1979: Seven on the Figure, Pennsylvania Academy of the Fine Arts, Philadelphia
- 1980: Figurative Painting, 1950–1980, Chrysler Museum of Art, Norfolk, Virginia
- 1982: 74. Annual American Exhibition des Art Institute of Chicago
- 1983: 38. Corcoran Biennial of American Painting in Washington, D.C.
- 1984: The Figurative Mode: Bay Area Figurative Painting, 1956–1966, organisiert von der Gray Art Gallery, New York University

## Auszeichnungen und Ehrungen (Auswahl)
- 1962: James D. Phelan Award, San Francisco
- 1965: Louis Comfort Tiffany Award
- 1973: Adeline Kent Award, San Francisco
- 1976: National Endowment for the Arts Grant
- 1977: Guggenheim-Stipendium, New York
- 1980: National Endowment for the Arts Grant
- 1986: Ehrendoktor der Schönen Künste, San Francisco Art Institute